# Doliocarpus dressleri
Doliocarpus dressleri Aymard – gatunek rośliny z rodziny ukęślowatych (Dilleniaceae Salisb.). Występuje endemicznie w Panamie. 

## Morfologia
PokrójZimozielone i zdrewniałe liany.
LiścieIch blaszka liściowa ma podłużnie odwrotnie jajowaty kształt. Mierzy 22 cm długości oraz 13 cm szerokości, jest nieco karbowana na brzegu, ma rozwartą nasadę i tępy wierzchołek. Ogonek liściowy jest nagi i osiąga 28 mm długości.
KwiatyZebrane w pęczki, rozwijają się w kątach pędów. Działki kielicha mają eliptycznie odwrotnie jajowaty kształt i mierzą do 5–8 mm długości.

## Biologia i ekologia
Rośnie w lasach deszczowych. Występuje na wysokości od 700 do 800 m n.p.m.